# Cailhau
Cailhau là một xã của Pháp, nằm ở tỉnh Aude trong vùng Occitanie.
Người dân địa phương trong tiếng Pháp gọi là Cailhautois.

## Hành chính
| Danh sách các xã trưởng                |           |                    |      |         |
| Giai đoạn                              | Giai đoạn | Tên                | Đảng | Tư cách |
| 1793                                   | 1800      | François Pagès     |      |         |
| 1800                                   | 1803      | Guillaume Pelouze  |      |         |
| 1804                                   | 1815      | François Pagès     |      |         |
| 1815                                   | 1825      | Jérôme Commez      |      |         |
| 1826                                   | 1830      | François Dormières |      |         |
| 1830                                   | 1844      | Auguste Pagès      |      |         |
| 1844                                   | 1848      | Bernard Fournié    |      |         |
| 1848                                   | 1849      | Taymond Lajugnie   |      |         |
| 1849                                   | 1860      | Amédée Labeaute    |      |         |
| 1860                                   | 1865      | Emile Fournié      |      |         |
| 1865                                   | 1888      | Maxime Vidal       |      |         |
| 1888                                   | 1896      | Isidore Dormières  |      |         |
| 1896                                   | 1908      | Eliacin Gabelle    |      |         |
| 1908                                   | 1909      | Prosper Gabelle    |      |         |
| 1909                                   | 1944      | Jean Caratge       |      |         |
| 1944                                   | 1945      | Baptiste Fort      |      |         |
| 1945                                   | 1959      | Laurent Riquier    |      |         |
| 1959                                   | 1993      | Jean Daunis        |      |         |
| 1993                                   | 2007      | Pierre Caratge     |      |         |
| 2007                                   | 2014      | Gérard Afflatet    |      |         |
| Tất cả các dữ liệu trước đây không rõ. |           |                    |      |         |

## Thông tin nhân khẩu
| Năm | 1962 | 1968 | 1975 | 1982 | 1990 | 1999 |
| --- | ---- | ---- | ---- | ---- | ---- | ---- |
| Dân số | 265  | 282  | 261  | 251  | 219  | 231  |
| From the year 1968 on: No double counting—residents of multiple communes (e.g. students and military personnel) are counted only once. |      |      |      |      |      |      |